# 杀青
殺青（亦為殺菁）原本指爲便於着墨書寫，去除青竹表面光滑的青皮的工序，從而製成竹簡，後來引申爲「完工」的意思，比如文學作品完稿，或者電影製作完成。

## 製簡
用火炙烤竹簡的表面，使油脂浮出表面，因爲像流汗一樣，所以後來以「汗青」來代表竹簡。然後將表面的油和青皮刮除，即製成竹簡。

## 製茶
「殺青」一般多寫作「殺菁」，是製茶工藝的重要工序之一，在綠茶、黃茶及黑茶的製程中都有，紅茶及白茶則無，青茶的炒青工序則部份功能相同。
從製茶工艺角度看，殺青是以高溫令茶葉的氧化酶停止作用，免除酵素發酵茶葉的茶多酚，使茶葉保持茶多酚的应有的色素。使茶葉水分消散、變軟，便于揉捻成形。不同的製茶工艺可以製出不同品味的茗茶。綠茶因此而得名。但黃茶與黑茶的殺青，則在停止茶葉的酵素作用後，添加人工或天然的菌種來進行發酵，產生特定的風味。青茶的炒青，則具有輕微發酵與停止發酵兩種效果。
殺青有乾熱法及濕熱法；前者導熱方式為金屬導熱、空氣導熱，後者為蒸氣導熱。金屬者稱為釜炒，五雜俎「揉而焙之」謂炒青，可能是明朝才開始的。陽光照射、空氣者為烘青（曬青），蒸氣者為蒸青。中國自古已有此三法，宋朝點茶採用蒸青，現今主流為釜炒，少數特色茶用蒸青；日本主流為蒸青，少數用釜炒。工業化生產的綠茶，大多以熱風機作空氣導熱殺青。
在茶葉製造過程中，青茶（包種茶和烏龍茶等）多是利用直接加熱的乾熱方式，稱為「炒菁」；而煎茶則是用利用加壓蒸氣加熱的「蒸菁」方式進行殺菁。中國式的綠茶製造法，多是採用炒菁的方式，在日本以炒菁方式製成之綠茶，則稱為「釜炒茶」（Kamaili-cha）。
而紅茶的製造過程中，雖然沒有炒菁的步驟，但在乾燥時，也具有破壞酶活性和除去菁臭味效果。
值得指出的是，高级茗茶，都是经过多道的特殊杀青工艺，杀掉茶多酚的某些活性素，或者是保留某些活性素，并进行比例控制而得到的高级品茗。

## 影劇
電影或電視劇的「殺青（港譯煞科）」指拍攝工作完畢，最後一幕拍攝的片段又稱「殺青戲」。在有些地方，拍完殺青戲後，會由工作人員或製作人向演員及導演等人獻花，以感謝拍攝期間的辛勞。拍攝完成之後，即進入後製階段。

## 賽馬博彩
香港的賽馬運動通常在每年的9月開鑼，最後在7月煞科。

## 另見
- 下線
- 封頂